# Малый Хужир
Ма́лый Хужи́р (бур. Бага Хужар) — деревня в Ольхонском районе Иркутской области. Входит в Хужирского муниципального образования.

## География
Находится в 4 км юго-западнее посёлка Хужир, и в 32 км к северо-востоку от паромной переправы «МРС — Остров Ольхон», откуда 50 км, включая 2 км пролива Ольхонские Ворота, до районного центра — села Еланцы. Деревня расположена в полукилометре от берега Малого Моря, пролива озера Байкал, по северной стороне главной автодороги острова Ольхон — 25К-003 Баяндай — Хужир.

## Население
| 2002 | 2010 | 2011 | 2012 |
| ---- | ---- | ---- | ---- |
| 39   | ↗60  | →60  | ↗63  |

По данным Всероссийской переписи, в 2010 году в деревне проживало 60 человек (23 мужчины и 37 женщин).